# Pedrafita (Folgoso de Caurel)
Pedrafita (llamada oficialmente Pedrafita do Courel) es una aldea española situada en la parroquia de Meiraos, del municipio de Folgoso de Caurel, en la provincia de Lugo, Galicia.

## Demografía
| Gráfica de evolución demográfica de Pedrafita entre 2000 y 2023 |
|                                                                 |
| Datos según el nomenclátor publicado por el INE.                |